# 内田正練
内田 正練（うちだ まさよし、1898年1月7日 - 1945年2月14日）は、日本の水泳選手。オリンピックに出場した日本最初の水泳選手の一人であり、日本でのクロール泳法の普及に尽力した。

## 経歴

### 予科生時代まで（1898-1917）
静岡県浜松市に生まれる。内田家は浜松有数の名家で、父が産業家、母が産婦人科開業医師で、5人兄弟の二男であった。兄の内田千尋（東京帝国大学卒）が水府流太田派古式泳法の師範という環境で、内田も幼少時より水練に親しみ、古式泳法を習得した。
旧制浜松中学校（現在の静岡県立浜松北高等学校）に入学すると、浜松中水泳部に属して水泳を研鑽した。内田は部員にとって憧れの存在であり、1学年後輩の田畑政治も内田に憧れた1人であった。1914年に大阪毎日新聞社が開催した中等学校聯合水泳大会（大阪府泉北郡浜寺町／浜寺水練場）にて、男子400m自由形で7分34秒2で優勝した。
1916年8月に兄らの尽力で浜名湾游泳協会が発足すると内田も参加した。
1916年9月、内田は東北帝国大学予科（1918年から北海道帝国大学に移管）に入学。同年9月8日に東京府北豊島郡岩淵町にあった日本製麻赤羽工場溜池にて開催された全国水泳大会にて100ヤード、220ヤード、440ヤード、1マイルの自由形4種目を制覇した記録が残る。また1916年から19年にかけて、兄の千尋と共に山形県に赴き、旧制荘内中学校（現在の鶴岡南高等学校）にて水練指導を行っていたという。

### 日本代表の栄光と挫折（1917-1920）
1917年、東京市で開催された第3回極東選手権競技大会の水泳競技日本代表選手に選出され、芝浦特設水泳場での競泳競技では自由形三種目に出場し、100ヤードで2位、220ヤードと880ヤードで優勝した。ほかにも50ヤード・100ヤードで齋藤兼吉、1マイルで今村豊、100ヤード背泳ぎで三好康和、200ヤード平泳ぎで高浜義春、200ヤードリレーで日本代表がそれぞれ優勝し、3位までに13人が入賞するなど日本代表が圧勝する結果となった。この成績が後のオリンピックへの日本代表派遣につながることとなった。
1919年、フィリピン・マニラにて開催された第4回極東選手権競技大会では、大日本体育協会が不参加を表明して日本選手団派遣が見送られる状況であったが、関西体育協会（大日本体育協会関西支部とも、代表者は武田千代三郎）が日本青年運動倶楽部なる組織を立ち上げ、急遽選手団を編成して大会へ参加することとなり、内田は日本青年運動倶楽部の一員として大会へ参加し、440ヤードと1マイル自由形で優勝を果たした。水泳で出場した日本の選手は内田ただ1人である。
1920年、ベルギーのアントウェルペン（英語読み：アントワープ）にて開催された第7回夏季オリンピックアントワープ大会に、日本水泳史上初となるオリンピック選手に選抜される（もう一人、東京高等師範学校の齋藤兼吉も出場した）。オリンピック前に立ち寄ったアメリカでは、コーチの1人が内田・齋藤の「片抜手一重伸」（かたぬきてひとえのし）に興味を示し、「アメリカの選手は到底及ぶまい」と賛辞を送った。しかしオリンピック本番では自らの水府流太田派古式泳法が全く通用せず、外国勢の近代クロール泳法の前に大惨敗を喫した。400m自由形予選では、300mまでは先頭の選手とほぼ互角のレースを展開したが、その後突き放され、3位に終わった。飛込競技にも出場したが、やり方がわからず、台の上で頭をかいてやり直した。そして特に技を決めることなく、ただプールに飛び込んだだけだったため、観衆に笑われた。監督の辰野保は、日本流の眼をもってすれば欧米人の飛込よりもはるかに立派だったが、欧米人は全く逆の判定を下した、と内田のことを擁護している。

### 現役引退後（1920-1945）
内田はオリンピックの結果を受けて水泳の泳法改革の必要性を痛感することとなった。内田はアントウェルペンから帰国した後に大阪市中央公会堂で開かれた歓迎会の席で、敗因に「水泳場の水が冷たかった」ことを挙げ、夏だけでなく春や秋にも泳ぐ練習をすべきであると演説した。万朝報記者の鷺田成男に対しては「古来の古式泳法では外国に通用しない。プールを造ってクロールを練習するようにするべきである」「体協幹部を追放するか、独立した水泳連盟を結成せねば改革は出来ぬ」などと語っていたという。内田は日本へ帰国後に選手を退き、指導者としてクロール泳法の普及に乗り出し、北海道帝国大学に水泳部を設立して道内を中心にして水泳の指導を展開してゆく。
1921年、ひさ夫人と結婚。1922年に北海道帝国大学農学部を卒業した後、北海道拓殖銀行に勤務。その後1925年に浜松の浜名湖養魚場、1927年に神戸の日米種苗に勤めた。1932年、妻と子供2人を連れ（子供のうち1人は学業のため日本に残った）アルゼンチンに移民として渡り、農場を経営する。1941年6月、日本で母親が亡くなったことを知り、アルゼンチンの農場を売却して帰国した。帰国した内田は「アルゼンチンでは食糧があり余っており、値が付かずに困っている」という経験談を語った。塩水港精糖の技師として東南アジアを中心に活動していたが、浜松一中の先輩にして大日本帝国陸軍南機関機関長であった鈴木敬司陸軍大佐に協力し、アウンサンらビルマ独立運動の志士たちを支援する活動を行い、ビルマ義勇軍の将軍となった。
ビルマ独立運動支援を任務としていた南機関が解散した後、内田は一度日本へ帰国する。1944年4月、内田の南機関での活躍を評価していた大日本帝国海軍より、内田はニューギニア司政官に任命されて、赴任する。しかし、日本の敗色が濃厚となる中で、日本軍と共に敗走を余儀なくされる（ニューギニアの戦い）。栄養失調による死者が相次ぐ中、内田も1945年2月14日にサルミの山中にて死去した（47歳没）。内田は没後に従五位に叙され、勲五等が遺贈された。

## 人物
内田はスポーツ万能で、水泳以外でもマラソンや柔道でも強かった。水泳では、弁天島に寄せる荒波を物ともせず力強く泳ぐ姿が、浜松中学水泳部員の憧れの的であった。

### 内田と田畑政治
内田家は弁天島に別荘を持っており、同じく弁天島に別荘を構えていた田畑家とは親しい間柄であった。内田正練と田畑政治は浜松中学の先輩・後輩関係であり、仲が良く、田畑は内田を慕っていた。1919年に大日本体育協会が参加反対を示す中で、日本青年運動倶楽部の一員として内田が極東選手権に出場した際には、田畑は心中穏やかではなかったという。
田畑は内田のアントワープオリンピック出発前に声をかけ、内田は「期待に応えられるよう精いっぱい泳いでくる」と笑顔で返したが、結果は予選敗退で、田畑は強いショックを受けた。一方で、世界を知った田畑は水泳指導へとより一層のめり込んでいった。

## 関連作品
- 『いだてん〜東京オリムピック噺〜』（2019年、NHK、演：葵揚）[30][31]
  - 作中では「うちだせいれん」と呼ばれている。